# آر. فرنسيس ويليس
آر. فرنسيس ويليس (بالإنجليزية: R. Holman Willis)‏ هو سياسي أمريكي، ولد في 12 يناير 1880 في مارشال في الولايات المتحدة، وتوفي في 9 أغسطس 1954 في روانوك في الولايات المتحدة. حزبياً، نشط في الحزب الديمقراطي. وقد انتخب عضو مجلس ولاية فرجينيا.